# Cypridopsis
Cypridopsis is een geslacht van kreeftachtigen uit de klasse van de Ostracoda (mosselkreeftjes).

## Soorten
- Cypridopsis aculeata (Costa)
- Cypridopsis bamberi Henderson, 1986
- Cypridopsis elephantiasis Hu & Tao, 2008
- Cypridopsis okeechobei Furtos, 1936
- Cypridopsis sinensis Hu & Tao, 2008
- Cypridopsis vidua (O.F. Muller)